# デイヴ・マシューズ・バンド
デイヴ・マシューズ・バンド（英語: Dave Matthews Band、通称: DMB）は、1991年にヴァージニア州シャーロッツビルで結成されたロック・バンド。ボーカルとギターのデイヴ・マシューズ、ベースのステファン・ルサード、ドラムとバック・ボーカルのカーター・ボーフォード、ヴァイオリンとバック・ボーカルのボイド・ティンズレー、サクソフォーンのリロイ・ムーアがオリジナル・メンバー。
1994年にアルバム『アンダー・ザ・テーブル・アンド・ドリーミング』でメジャー・デビューし、600万枚の売上を記録した。1996年にはベスト・ロック・ボーカル・パフォーマンスでグラミー賞を受賞。2018年に発表されたアルバム『Come Tomorrow』はビルボード200チャートで初登場1位となり、7枚連続スタジオ・アルバム初登場1位を記録する最初のバンドとなった。2018年時点で2千万枚以上のコンサート・チケット、CDやDVDで3800万枚以上の売上を記録している。
いわゆるジャム・バンドとしてライブ・パフォーマンスにも定評があり、デビュー当初からコンサート毎にセット・リストが異なるスタイルを取っている。

## 来歴

### 結成（1991年 - 1993年）
1991年、シャーロッツビルのミラーズ・バーでバーテンダーをしていたデイヴ・マシューズは弁護士のロス・ホフマンと友人になる。ホフマンはマシューズにデモ・テープを作成し、シャーロッツビルでドラマーとして活動していたカーター・ボーフォードにアプローチしてみるように薦めた。
マシューズのデモを聴いたボーフォードはドラムで参加することを承諾し、マシューズはローカル・ジャズ・シーンで活動していたリロイ・ムーアにも声をかけた。マシューズは当時を振り返り「ドラムが必要でカーターに声をかけたのではなく、彼の演奏が聴いたことのない最高のものだったから。リロイも当時バーテンダーをしていたミラーズでどれだけ酔っぱらっても心を揺さぶる演奏をしているのを聴いていた。心から演奏するミュージシャン達だった。3人で集まったときには『君たちのプレイが大好きだから自分の曲に反応するようにプレイして欲しい』とお願いした」と語っている。
その後、3人では思った通りの音楽にはならず、バンド・メンバーを追加することになり、バージニア大学のオーケストラ指揮者でローカル・ミュージシャンであったジョン・デアースの推薦でステファン・ルサードが加入。また、ミラーズのウェイターであったピーター・グリーザーがキーボードとして参加。ボイド・ティンズレーもヴァイオリンとして参加したが、他との契約があり正式参加は1992年となった。
バンドは当初バンド名を「Dumwelah（ツワナ語で『Hello』の意）」にしようとしていたが、ムーアがライブをブッキングする際に「デイヴ・マシューズ」と電話で会場に伝えてしまい、会場の担当者が最後に「バンド」を付け「デイヴ・マシューズ・バンド」として出演することになった。その後、このバンド名が定着してしまった。マシューズは公平に集まったバンドに自分の名前が前面にでていることに不公平に感じバンド名を変更しようとしたが、間に合わなかった。
1993年11月9日、初の公式EP『Remember Two Things』をBama Ragsレーベルからリリース。2002年にRIAAよりプラチナ・アルバムに認定された。

### スターダムへ（1994年 - 1999年）
1994年、初のライブEP『Recently』をリリース。1994年9月20日にはデビュー・アルバム『アンダー・ザ・テーブル・アンド・ドリーミング』を発表。ブルース・トラヴェラーのジョン・ポッパーをハーモニカにフューチャーした「What Would You Say」は初のヒット曲となった。アルバムは「アンに捧ぐ」とされ、夫の自殺の際に巻き添えで殺害された姉のアンへの追悼アルバムとなった。1995年グラミー賞でベスト・ロック・パフォーマンス、「What Would You Say」でベスト・ロック・ビデオにノミネートされた。
次のアルバム『激突!』で1996年グラミー賞でベスト・ロック・アルバム、「Too Much」でベスト・ロック・ソングにノミネート。「So Much to Say」はベスト・ロック・パフォーマンスでグラミー賞を受賞している。
1997年、初のフル・ライブ・アルバム『Live at Red Rocks 8.15.95』を発表。エレクトリック・ギターでティム・レイノルズが参加している。
1997年後半、バンドはスティーヴ・リリーホワイトをプロデューサーに迎え、ティム・レイノルズ、ベラ・フレック、アラニス・モリセットなど多数のゲスト・ミュージシャンのもと3作目のアルバム『クラウデッド・ストリート』の制作を行った。1998年4月28日にリリースされたサード・アルバムは高揚感のあるゴスペル調の「Stay (Wasting Time)」、ラブ・バラードの「Crush」、ファースト・シングルとしてヒットした「Don't Drink the Water」などを収録し、それまでのアルバムと一線を画す充実した内容となり、発売後1週間で90万枚のセールスを記録した（2018年時点で全世界で2100万枚のセールス）。
1999年、ウッドストック 1999への出演、秋には3枚目のライブ・アルバムであり初のライブDVDとなった『リスナー・サポーテッド』をリリース。1999年のグラミー賞は『クラウデッド・ストリート』でベスト・ロック・アルバム、『激突!』でベスト・ポップ・アルバム・コラボレーション・ウィズ・ボーカルへのノミネーションを受けている。

### 2000年代前半
2000年、シャーロッツビル郊外にバンドの録音スタジオを準備し、前作プロデューサーのリリーホワイトのもと、4作目の制作に入った。楽曲は個人間の衝突、特にマシューズの叔父のアルコールによる死に影響を受けたとされる。
2000年10月、マシューズはアラニス・モリセットとの共作で有名なグレン・バラードと作曲を開始。その後、ロサンゼルスでバンドが合流してバラードのプロデュースでアルバム『エヴリデイ』の録音が行われた。2001年2月27日にアルバムはリリースされ、「I Did It」「Everyday」「The Space Between」がビルボード・チャートにランクインされるなど商業的な成功を収めた。バラードの制作は短い楽曲でポップ色が強く、リリーホワイトのアコースティックで長いジャムのあるものとは大きく異なっていた。
2001年3月、前年のリリーホワイトとのスタジオ・セッションがNapsterなどで流出。リリーホワイト・セッションズと呼ばれ、ファンとプレスでも絶賛された。その後、リリーホワイトとの録音は公式にもリリースされている。2002年にはニュー・アルバム『Busted Stuff』録音のためバンドはスタジオに戻り、リリーホワイトの下でエンジニアを務めていたステファン・ハリスのプロデュースにより、新曲と合わせてリリーホワイト・セッションズの楽曲が再録音され、2002年7月16日にリリースされた。

### 2004年 - 2007年
2004年6月29日、2002年のゴージ公演をライブ・アルバム『The Gorge』としてリリース。2004年秋にはシャーロッツビルにてファンキーな音への変化を求め新プロデューサー、マーク・バトソンとスタジオ入りした。アルバムは2005年5月10日に『Stand Up』としてリリース。ビルボード・チャートにて初登場1位を記録した。アルバムから長年バンドのファンであったジュリア・ロバーツをフィーチャーした「Dreamgirl」のミュージック・ビデオも発表された。
2005年3月、初のオーストラリア公演を行った。夏には54回に及んだアルバムのサポート・ツアーを行い、このツアーからトランペットのラシュワン・ロスが加入。秋には13公演のツアーを実施。2006年3月に前回と同じくマーク・バトソンとニュー・アルバム制作に取り掛かった。その後、2006年サマー・ツアー（レイバーデーのゴージ公演では会場最多の64,468人の動員を記録）を挟み、2007年初めバンドは再度スタジオ入りし7作目の録音を再開した（その後、アルバムの制作は遅れることになる）。
2007年8月1日、37回公演の恒例サマー・ツアーをトゥーツ・アンド・ザ・メイタルズ、ザ・ルーツ、ロバート・ランドルフ・アンド・ザ・ファミリー・バンドをサポートに起用して実施。9月6日には8月にバージニア州で起こった銃乱射事件のベネフィット・フリー・コンサートを「コンサート・フォー・バージニア・テック (A Concert for Virginia Tech)」として開催。ジョン・メイヤーなどが参加し、5万人以上を動員した。その2日後には、アトランタのピードモント公園でオールマン・ブラザーズ・バンドをオープニングにベネフィット・コンサートを行った。65000人を動員し、アトランタで最大規模のコンサートとなった。この模様はアルバム『Live at Piedmont Park』としてリリースされた。

### 2008年、リロイ・ムーアの死
2008年3月6日、アルバム『Big Whiskey and the GrooGrux King』が新プロデューサー、ロブ・カヴァロと制作されていることが明かされた。
同年5月27日、ツアー開始3日前に2001年からツアーに参加していたキーボードのブッチ・テイラーの脱退が発表される。
同年5月28日、バージニア州ブリストウのニッサン・パビリオンでのショウの2日後に、サックス奏者のリロイ・ムーアが所有する農場で4輪バギーの事故により大怪我を負う。
同年7月1日、マシューズがムーアの事故、ベラ・フレック＆フレックトーンズのサックス奏者であるジェフ・コフィンが残りのツアー日程の代役を務めることを発表した。回復が見込まれていたムーアだが、合併症により8月9日に急逝した。バンドは2公演をキャンセルしたのみで、残りの日程を行った。

### アルバム『Big Whiskey and the GrooGrux King』（2009年）
アルバム『Big Whiskey and the GrooGrux King』は、2009年6月2日にリリースされた。このアルバム・タイトルは亡くなったムーアを追悼してつけられた。アルバムはビルボード200の1位を記録し、「Funny The Way It Is」「Why I Am」「You and Me」の3枚のシングルがリリースされた。2010年のグラミー賞でベスト・ロック・アルバムにノミネートされ、グリーン・デイとテイラー・スイフトに敗れはしたが、グラミー賞授賞式会場にて「You and Me」の演奏を行った。

### 2010年代
2010年3月、バンドは結成20年で初めて休暇をとり、2011年にツアーを行わないことをアナウンスをしていた。2011年に入り、バンド結成20周年を祝うためフェスティバル形式で6月から4回のイベント（DMBキャラバン）が行われることが発表された。DMBキャラバンはデヴィッド・グレイ、レイ・ラモンターニュ、ザ・フレーミング・リップスなどと共に6月24日-26日アトランティック・シティ、7月8日-10日シカゴ、8月26日-28日ニューヨーク、9月2日-4日ゴージで開催された。この模様はライブ・アルバム『Live at Atlantic City』として12月16日にリリースされた。
2012年2月14日、サマー・ツアー（43公演）が発表され、その翌日には旧知のスティーヴ・リリーホワイトをプロデューサーに迎えニュー・アルバムが制作中であることも公表された。その後、2012年9月11日、アルバム『Away from the World』がリリースされている。2012年のウィンター・ツアー（15公演）、2013年のサマー・ツアー（45公演）を経て、2013年11月にマシューズの出身地である南アフリカでの初ツアーを行った。その後、南米ツアー、2014年4月には2回目のオーストラリア・ツアーを開催している。
2014年、サマー・ツアー（42公演）を行い、11月には2015年に開催する初のメキシコ公演を発表した。2015年1月13日、2015年サマー・ツアーと2セットで演奏することを発表。5月13日オースティンから9月13日のフェニックスまでのツアーだった。その後、10月8日アブダビから開始する欧州ツアー（ポルトガル、スペイン、スイス、イタリア、ドイツ（4公演）、デンマーク、オランダ、ベルギー、フランス、イギリス（3公演）、アイルランド）を行った。このツアーでポーランドでの初公演も行っている。2016年は結成25周年の記念ツアー（アメリカとカナダで45公演）を実施。
2018年1月16日、次のスタジオ・アルバムをサポートするサマー・ツアーが発表された。アルバム『Come Tomorrow』は6月8日にリリースされて、ビルボード200チャートで初登場1位、29.2万枚が発売1週間で売れた（12月には118.5万枚の売上を記録）。
2018年2月、ティンズレーはツイッターにて暫く休みをとることを告知した。同年5月18日、ティンズレーが自己のバンド「クリスタル・ガーデン」のメンバーへの性的違法行為について訴えられている件が報道され、バンドは即日ティンズレーの解雇を発表した。同日に開始されたサマー・ツアーからはキーボードのバディ・ストロングが正式メンバーとして加入している。
2018年、47公演のサマー・ツアー、出身地シャーロッツビルのジョン・ポール・ジョーンズ・アリーナを含む12回の秋のアリーナ・ツアーを行った。
2019年、春には再度18公演のヨーロッパ・ツアー、その後は恒例のアメリカでのサマー・ツアーを実施した。

### 2020年代
2024年4月21日、ロックの殿堂入りを果たした。

## メンバー

### 現メンバー
- デイヴ・マシューズ (Dave Matthews) – ボーカル、ギター、ピアノ、キーボード (1991年– )
- ステファン・ルサード (Stefan Lessard) – ベース (1991年– )
- カーター・ボーフォード (Carter Beauford) – ドラム、パーカッション、バック・ボーカル (1991年– )
- ラシュワン・ロス (Rashawn Ross) – トランペット、パーカッション、バック・ボーカル (2006年– 、2005年にゲスト参加)
- ジェフ・コフィン (Jeff Coffin) – サクソフォーン、木管楽器 (2008年– 、1997年–2003年と2006年にゲスト参加)
- ティム・レイノルズ (Tim Reynolds) – ギター (2008年– 、1993年–1995年と1998年と2004年にゲスト参加)
- バディ・ストロング (Buddy Strong) – キーボード、バック・ボーカル (2018年– )

### 旧メンバー
- リロイ・ムーア (LeRoi Moore) – サクソフォーン、木管楽器 (1991年–2008年; his death)
- ピーター・グリーザー (Peter Griesar) – キーボード、バック・ボーカル、ハーモニカ (1991年–1993年)
- ボイド・ティンズレー (Boyd Tinsley) – ヴァイオリン、ボーカル、マンドリン (1992年–2018年、1991年–1992年にゲスト参加)
- ブッチ・テイラー (Butch Taylor) – キーボード、バック・ボーカル (2001年–2008年、1998年–2000年と2017年にゲスト参加)

## ディスコグラフィ

### スタジオ・アルバム
- 『アンダー・ザ・テーブル・アンド・ドリーミング』 - Under the Table and Dreaming (1994年)
- 『激突!』 - Crash (1996年)
- 『クラウデッド・ストリート』 - Before These Crowded Streets (1998年)
- 『エヴリデイ』 - Everyday (2001年)
- Busted Stuff (2002年)
- Stand Up (2005年)
- Big Whiskey & the GrooGrux King (2009年)
- Away from the World (2012年)
- Come Tomorrow (2018年)
- Walk Around the Moon (2023年)